# Damery (Marne)
Damery település Franciaországban, Marne megyében. Lakosainak száma 1329 fő (2022. január 1.). Damery Fleury-la-Rivière, Belval-sous-Châtillon, Boursault, Cumières, Hautvillers, Mardeuil, Romery, Vauciennes és Venteuil községekkel határos.

## Népesség
A település népességének változása:
| Lakosok száma | 1350 | 1461 | 1458 | 1472 | 1494 | 1448 | 1438 | 1377 | 1346 | 1329 |
|               | 1968 | 1982 | 1990 | 2006 | 2013 | 2015 | 2017 | 2019 | 2020 | 2022 |